# SN 2006hs
SN 2006hs – supernowa typu Ia odkryta 17 września 2006 roku w galaktyce A023604-0059. W momencie odkrycia miała maksymalną jasność 22,40m.